# Minnie Dean
Williamina "Minnie" Dean (2 de Setembro de 1844 – 12 de Agosto de 1895) foi uma neozelandesa que foi considerada culpada de infanticídio e condenada à forca. Ela foi a única mulher a receber a pena de morte na Nova Zelândia.

## História
Minnie Dean nasceu em Greenock, no oeste da Escócia. Seu pai, John McCulloch, foi um engenheiro ferroviário. Sua mãe, Elizabeth Swan, morreu de câncer em 1857. Não se sabe quando ela chegou a Nova Zelândia, mas pelo começo dos anos de 1860 estava morando em Invercargill com os dois filhos pequenos. Ela alegou que era a viúva de um médico da Tasmânia, embora nenhuma evidência de um casamento tenha sido encontrado. Ela ainda estava usava seu nome de nascimento, McCulloch.
Em 1872, casou-se com um inkeeper chamado Charles Dean. Os dois viviam em Etal Creek, então uma importante parada na rota de Riverton para Otago goldfields. Quando a corrida do ouro acabou, o casal voltou-se para a agricultura, mas logo se meteram em grandes dificuldades financeiras. A família se mudou para Winton, onde Charles Dean começou a trabalhar com suinocultura. Minnie Dean, entretanto, começou a ganhar dinheiro com um tipo de serviço de babá onde “adotava” crianças “indesejadas”, pratica muito comum na Inglaterra Vitoriana. Numa época em que havia poucos métodos de contracepção, e quando a gravidez fora do casamento era desaprovada, havia muitas mulheres que desejam discretamente enviar seus filhos para adoção - como tal, Minnie Dean não estava com poucos clientes. Acredita-se que ela foi responsável por até nove crianças de cada vez. Ela recebia pagamentos semanais ou num montante fixo.
Mortalidade infantil era um problema significativo na Nova Zelândia neste momento. Como tal, um alto número de crianças sob os cuidados de Dean morreram de várias doenças. Quando os inquéritos do legista foram realizados, Dean não foi responsabilizada pelas mortes. No entanto, Dean veio a ser alvo de desconfiança pela comunidade, e rumores sobre  maus-tratos circulavam nas redondezas. Além disso, as crianças sob os cuidados de Dean supostamente desapareciam sem explicação. Na mente do público, os “sumiços” pareciam em muito como os casos que ocorriam no Reino Unido e na Austrália, de mulheres matando crianças sob seus cuidados para evitar ter que sustentar-los. As leis na época não obrigavam a manter os registros das crianças que ficavam sob os cuidados de pessoas como Dean, sendo assim difícil provar desaparecimentos.
Em 1895, Dean foi vista embarcar em um trem carregando um bebê e uma caixa de chapéu, mas foi vista deixando o mesmo trem sem o bebê e só com a caixa de chapéus que, como os carregadores de trem mais tarde testemunharam, estava suspeitamente pesado. Uma mulher se aproximou dizendo ter dado sua neta para Dean, e roupas identificadas como pertencentes a esta criança foram encontrados na residência de Dean, mas esta não foi encontrada na casa. Uma busca ao longo da linha ferroviária não encontrou nenhum sinal da criança. Dean foi detida e acusada de assassinato. Seu jardim foi revirado, e três corpos (dois bebês, e um de um menino estimado em três anos de idade) foram descobertos. Um inquérito descobriu que uma criança tinha morrido de asfixia e outra havia morrido de uma overdose de laudanum (usada em crianças para sedar-los). A causa da morte para o terceiro filho não foi determinada, mas mesmo assim ela foi acusada de seu assassinato.

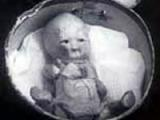
Caixas de chapéus contendo bonecos de bebês, igual a esse, foram vendido do lado de fora do tribunal nos dias do julgamento.

Em seu julgamento, o advogado de Dean, Alfred Hanlon, argumentou que todas as mortes foram acidentais, e que tinham sido encobertas para evitar publicidade adversa do tipo que Dean já estava recebendo. Em 21 de junho de 1895, no entanto, Dean foi considerada culpada de assassinato e condenada à morte. Em 12 de agosto, ela foi enforcada pelo carrasco oficial Tom Long em Invercargill, no cruzamento das ruas Spey e Leven, no que é hoje o parque de estacionamento Leeming Noel. Ela é a única mulher a ter sido executada na Nova Zelândia, e como pena de morte na Nova Zelândia foi abolida, é provável que ela irá reter essa distinção. Ela esta enterrada em Winton, ao lado do marido.
Antes de morrer, suas últimas palavras foram:
| “ | No, I have nothing to say, except that I am innocent. | ” |

Minnie Dean é referenciada na canção de Dudley Benson de 2006 "It's Akaroa's Fault" ("I don't want to meet Minnie Dean at the end of my life/If I were to meet her I'd keep her hatbox in sight").
Na sexta-feira do dia 30 de janeiro de 2009 o Otago Daily Times informou que uma lápide tinha aparecido misteriosamente no túmulo de Dean. A lápide dizia "Minnie Dean faz parte da história de Winton Onde ela está agora não é nenhum mistério". Não se sabe quem colocou a lápide lá. Sua família tinha sido considerada, mas seus descendentes afirmam que a lapide não foi colocada por eles. Todavia, o The Times Southland relatou em 23 de Fevereiro de 2009 que a família tinha sido responsável pela lápide em homenagem a ela e a seu marido.